# 크바레나흐
크바레나흐 (또는 크바레나 또는 크바라(흐): 아베스타어: 틀:문자/Avestan xᵛarənah)는 아베스타어로 "영광" 또는 "광휘"를 문자적으로 의미하지만, 지정된 자에게 투영되어 돕는 신성하고 신비로운 힘 또는 능력으로 이해되는 조로아스터교 개념이다. 중성 명사는 "(신성한) 왕의 영광"을 의미하기도 하며, 왕의 신성한 권한 부여를 반영한다. 이 용어는 또한 "(좋은) 운명"이라는 부수적인 의미를 지니고 있으며, 이를 소유한 자는 자신의 사명이나 기능을 완수할 수 있다.
3세기에서 7세기 사산 왕조 시대 비문과 9세기에서 12세기 조로아스터교 전통 문헌에서 이 단어는 조로아스터교 팔라비어 크와라(khwarrah)로 나타나며, 팔라비 문자 표의문자 GDE로 표현되어 아람어 가다(gada) "운명"을 반영한다. 팔라비어 크와라(khwarrah)는 신페르시아어 크(h)오라(k(h)orra)로 이어진다. 아베스타어에서 차용한 것으로 추정되는 이 변형들은 초기 'xᵛ-'를 가진 유일한 이란어군 형태이다. 다른 모든 방언에서는 이 단어가 초기 f-를 가지고 있다 (관련 용어에서 자세히 참조).

## 어원 및 관련 용어
아베스타어 크바레나흐는 아마도 원시 아베스타어 *hvar "빛나다"에서 파생되었으며, -nah 접미사로 명사화되었다. 원시 아베스타어 *hvar는 다시 동일한 의미의 고대 인도어 스바르(svar)와 관련이 있으며, 이들은 모두 원시 인도 이란어 *súHr̥ "빛나다"에서 유래했으며, 궁극적으로 원시 인도유럽어 *sóhr "빛나다"에서 유래했다. 다른 제안들은 아베스타어 xᵛar- "먹다"와의 언어적 관계를 시사한다.
이 단어가 증명된 수많은 이란어군에서, 초기 xᵛ-는 아베스타어 크바르(e)나(khvar(e)nah)와 조로아스터교 팔라비어 크와라(khwarrah)에서만 분명하며, 여기서 신페르시아어 코라(khorra)가 파생되었다. 다른 이란 방언에서는 이 단어가 f- 형태를 가지는데, 예를 들어 메디아어와 고대 페르시아어 파르나-(farnah-)에서 파생되어 팔라비어와 신페르시아어 파르(fah)와 형용사 파로크(farrokh)가 되었다. 수십 년 동안 f- 형태는 원시 이란어 xᵛ-가 f-로 변하는 특정 메디아 음운 법칙 변화를 나타내는 것으로 믿어졌다. 이 가설은 이후 지지할 수 없는 것으로 밝혀졌으며, 원시 이란어 형태는 오늘날 *hu̯로 재구성되며, 아베스타어에서는 xᵛ-로 보존되고 다른 이란 방언에서는 f-로 이화되었다.
파르나바지드 왕조의 기원전 조지아 왕들은 신성하게 크바라흐(kxwarrah)를 부여받았으며, 그 상실은 대개 조지아 왕국에서 군주의 임박한 죽음이나 전복으로 이어졌다. 많은 군주들은 파르나바즈, 이베리아의 파르나좀, 파라스마네스와 같이 이 어원적 뿌리에 기반을 둔 이름을 가졌다. 이 단어는 조지아어로 p'ar[n]으로 차용되었다.

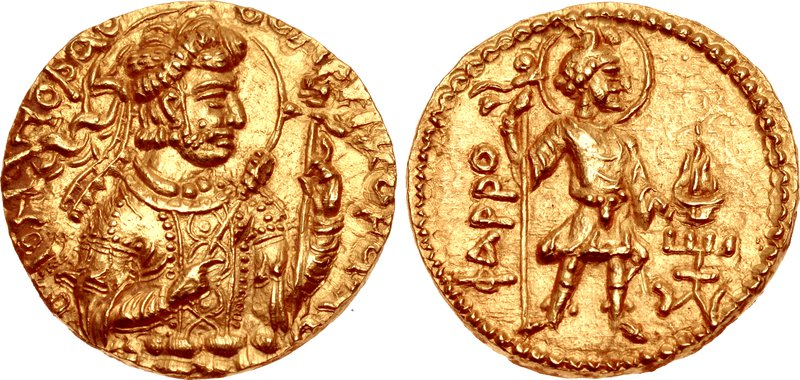
쿠샨 통치자 후비슈카의 주화, 신 파로("ΦΑΡΡΟ")가 새겨져 있다. 기원후 152-192년경.

중세 시대의 이란어군에서 이 단어는 박트리아어 파르(farr) 또는 파로(farro), 코탄어 파라(pharra), 파르티아어 파르(farh), 소그드어 파르(f(a)rn), 오세트어 파르나(farnæ)와 파른(farn)으로도 증명되었으나, 이 언어들에서는 반드시 "영광"이나 "운명"을 의미하지는 않는다.
불교에서는 소그드어 파른(farn)과 코탄어 파라(pharra)는 "부처의 지위", 즉 "위엄" 또는 "높은 지위"를 의미했다. 이 의미는 이후 토하라어로 전해졌다. 마니교에서는 소그드어 프른(frn)은 "행운"을 의미했으며, "첫 번째 광명체"를 지칭하는 용어였다. 마니교 파르티아어 파르(farh)는 다시 "영광"을 의미한다. 스키타이족-사르마티아인 및 알란인 문화에서는 디고르 오세트어 파르나(farnæ)와 이론 오세트어 파른(farn)은 "평화, 행복, 풍요, 행운"을 의미했다.
이 용어는 아르메니아어 pʿarkʿ에도 차용되었지만, 이란어군보다 더 넓은 의미 범위를 가진다.

## 경전에서
두 음절로 된 크바레나흐는 가타, 즉 조로아스터교의 가장 오래된 찬송가에서 단 한 번만 증명되며, 예언자 자신이 작곡한 것으로 여겨진다. 가타에서 크바레나흐가 나타나는 유일한 예시는 야스나 51.18에서인데, 이 단어는 왕의 영광을 의미하는 것으로 보인다. 크바레나흐에 대한 주요 정보원은 야쉬트에서 온다. 야쉬트는 젊은 아베스타의 개별 신들에게 헌정된 21편의 찬송가 모음이다.
야쉬트 19장에서는 두 가지 형태의 크바레나흐가 식별된다.
- 카밤 크바레나흐(kavam khvarenah, kauuaēm xᵛarənah): 카비, 즉 카야니아 왕들의 운명
- 아크바레템 크바레나흐(akhvaretem khvarenah, axᵛarətəm xᵛarənah): 신과 필멸의 존재 모두가 추구해야 할 영광.

마찬가지로 야쉬트 18장은 명목상 아르쉬타트에게 헌정되었지만, 짧은 9절의 세 번째 크바레나 변형, 즉 아후라 마즈다에 의해 창조되었고 "젖과 목초지로 가득하며", 다에바와 아니란을 정복하는 이란의 크바레나(airiianəm xᵛarənah)에 대한 송가이다.
명목상 잠 "지구"에 헌정된 야쉬트 19장은 크바레나를 그 자체로 "숭배할 가치가 있는" 야자타로 더욱 특징짓는다. 같은 찬송가에는 크바레나흐의 힘 덕분에 의무를 수행하는 신들과 필멸의 존재들의 목록이 포함되어 있다. 이들 중에는 신화적인 카야니아 왕들, 즉 카비(kauuis)가 있는데, 그들은 크바레나흐의 은혜로 통치하며 그 힘을 부여받았다.
그러나 크바레나는 신들이 가진 영광이기도 하다. 아후라 마즈다는 그것을 가지고 있고(19.9-13), 아메샤 스펜타들은 그것을 가지고 있으며(19.14-20), 다른 야자타들도 마찬가지이다(19.21-24). 이마는 그것을 세 번 잃는데, 차례로 미트라, 트라에타오나, 케레사스파에게 잃는다. 크바레나는 이마를 떠날 때 새의 모습으로 변한다(19.35-36, 19.82).
야스나 13.14에 따르면, 물은 흐르고, 식물은 솟아나고, 바람은 프라바시의 크바레나흐를 통해 분다. 야스나 68.11에서는 아레드비 수라의 물이 빛과 영광을 부여하도록 기원된다. 크바레나흐는 다른 문헌에서도 물과 관련이 있는데, 야스나 19.51과 19.56-57에서는 세계해 보우루카샤와, 야스나 19.66 이하에서는 헬만드 강과 관련이 있다. 또한 하오마와도 동일시되며, 하오마와 함께 자라투스트라 탄생 전설에서 중요한 역할을 한다. 이 구절들에서 크바레나흐는 씨앗과 배아의 의미를 가지며, 불의 유체이자 살아있는 씨앗이다.
야스나 60.2에서 가족 사제는 기도를 드리는 집을 위해 의로운 자에게 기쁨과 축복, 선한 본성, 진실, 번영, 힘, 영광을 요청하는 것으로 보인다. 미트라에 대한 찬송가는 이 신을 "크바레나흐의 분배자"라고 말한다(야쉬트 10.16, 10.128, 10.141). 다른 문헌에서는 미트라를 "가장 영광으로 가득 찬" 존재로 묘사한다(야쉬트 19.35, 벤디다드 19.15).
야쉬트 19.46에서 "악한 목적"의 악마 아켐 마나흐는 크바레나흐를 붙잡으려 시도하지만 실패한다. 이란의 크바레나흐와 다흐만, 즉 기도의 현신은 "나태"의 악마 부시야스타를 무력하게 만든다(야쉬트 10.97, 13.4).
세상의 마지막 갱신 때, 왕의 영광은 사오슈안트를 따를 것이다(야쉬트 19.89).

## 전통에서
9세기에서 12세기 조로아스터교 전통 문헌에서 크바레나(→ 팔라비어 크와라)는 탄-고흐르, 즉 필멸의 육체가 창조되기 전부터 존재하는 영적 힘이다(분다히쉬니 II.7 이하, 자드스프람 3.75). 이 후기 문헌들에서 영광은 학문과 지식을 통해 획득할 수 있는 것으로 보인다(분다히쉬니 II.9 이하).
크와라는 계속해서 천체와 동일시되지만(다디스탄-이 데니그 I.25, I.35-36), 그 주요 기능은 왕의 신성한 영광으로서의 역할에 있으며, 이는 아베스타 시대의 카밤 크바레나 개념의 연장이다. 전통에 새로 추가된 것은 크와라와 종교의 동일시로, "순수한 종교의 위대한 크와라를 부여하는 힘"(다디스탄-이 데니그 I.36)과 같다.
사산 왕조의 건국자인 아르다시르 1세와 관련된 성인전 전설 모음집인 카르나마그 이 아르다시르 파파칸에는 (4.11.16 및 4.11.22-23) 아르다시르가 – 이야기 시점에서 아직 아르사케스 파르티아인의 봉신이었던 – 마지막 아르사케스 왕 아르다반의 궁정에서 탈출하는 이야기가 포함되어 있다. 이야기에서 아르다시르는 아르다반의 보물과 아르다반이 가장 아끼는 첩을 가지고 도망치고, 아르다반과 그의 군대에 쫓긴다. 길에서 아르다반과 그의 일행은 아르다시르를 따라오는 거대한 숫양에게 추월당한다. 아르다반의 종교 고문들은 그 숫양이 고대 이란 왕들의 크와라의 현현이며, 아르다반과 파르티아인들을 떠나 새로운 황제에게로 향하고 있다고 설명한다.
숫양으로 묘사된 크와라는 사산 왕조의 인장과 사산 왕조 건축의 장식으로 다시 나타난다. 크와라는 또한 사산 왕조의 왕관에 부리에 진주를 물고 있는 새의 형태로 나타난다. 새 형태의 크와라 묘사는 야쉬트 19.35-36, 19.82의 아베스타 신화를 암시하는데, 이 신화에서 크바레나는 이마 (팔라비어: 잠시드)를 떠날 때 새의 형태로 변하며, 이는 승리의 야자타 베레트라그나의 변형과 유사하다. 왕관이 크와라의 보관소라는 것은 나르세의 파이쿨리 비문에서도 증명되는데, 이 비문은 "아흐리만과 데브에게 몰려" 거짓 통치자의 머리에 왕관을 놓아 크와라를 훔친 개인에게 내려진 처벌을 묘사한다. 사산 왕조 예술의 또 다른 보편적인 모티프는 멧돼지 상징인데, 이는 크와라를 가진 통치자들에게 베레트라그나 (팔라비어: 바흐람) 야자타가 부여하는 보호를 나타낸다.
사산 왕조 즉위 부조에 나타나는 왕권의 반지는 종종 크와라를 상징하는 것으로 여겨진다. 이는 아케메네스 왕조의 날개 달린 태양 원반 상징에서 수염 난 인물이 들고 있는 반지에서도 마찬가지인데, 이 상징은 전통적으로 프라바시 (팔라비어: 프라바흐르)를 나타내는 것으로 간주된다. 아케메네스 왕조의 날개 달린 태양 원반은 전체적으로 크바레나의 표현으로도 가끔 해석된다.
크와라가 "왕의 행운"이라는 의미 외에도 일반적인 의미에서 "행운"을 의미했음은 사산 왕조 및 사산 왕조 이후 시대의 팔라비어 문헌에서 아람어 표의문자 GDE의 사용으로 입증된다. 크바레나흐를 나타내기 위해 이 아람어 표의문자를 사용하는 관습은 아마도 아케메네스 시대부터 계승된 것으로 보인다.

## 종교 통합적 영향
"이란 왕권의 근본적인 모티프인 세습적 왕의 카리스마는 [...], 그러나 잃을 수도 있었으며, 헬레니즘 시대와 로마 시대에 널리 퍼진 사상의 뿌리였다." 예를 들어, 티케 바실레오스(tyche basileos), 포르투나 레기아(fortuna regia), 왕의 행운의 은총과 같은 개념, 그리고 아마도 셀레우코스 제국과 아르사케스 왕조 시대의 다양한 헬레니즘 통치자들과 쿠샨 제국 왕들의 티케(tyche) 속 왕실 파라(farrah)도 여기에 해당한다.
크바레나흐/크와라와 아람어 gd(y) 개념이 같은 지역에서 유통되었고 많은 공통점을 가지고 있기 때문에 메소포타미아 개념이 조로아스터교 개념에 영향을 미쳤을 가능성이 있다. 다른 한편으로, 크바레나흐는 조로아스터교의 인도-이란 문화적 유산의 한 측면일 수도 있는데, 왜냐하면 크바레나흐가 인도적 테자스(tejas)와 평행을 이루는 것으로 보이기 때문이다. 테자스에서는 왕권 역시 밝은 광휘와 빛, 불의 힘과 관련되어 있다.
왕실 크와라의 개념은 7세기 사산 왕조의 몰락 이후에도 살아남아 이슬람 이란의 문화, 철학, 서사시에서 중요한 모티프(예를 들어 파르-에 엘라히(farr-e elahi)로서)로 남았다.

## 문화에서
- 1995년 무라트 주소티가 북오세티야 TV를 위해 제작한 오세티야 영화 "ФАРН" (영어: Farn).[12]

## 같이 보기
- 센무르브
- 쉐키나

## 참고 문헌
- Boyce, Mary (1975), 《History of Zoroastrianism》 1, Leiden: Brill.
- de Jong, Albert (2004), 〈Sub Specie Maiestatis: Reflections on Sasanian Court Rituals〉,   Stausberg, Michael, 《Zoroastrian Rituals in Context》, Numen 102, Leiden: Brill, 345–365쪽.
- Gnoli, Gherardo (1996), “Über das iranische *hu̯arnah-: lautliche, morphologische und etymologische Probleme. Zum Stand der Forschung”, 《Altorientalische Forschungen》 23: 171–180, doi:10.1524/aofo.1996.23.1.171, S2CID 163727744.
- Gnoli, Gherardo (1999), 〈Farr(ah)〉, 《Encyclopaedia Iranica》 9 (3), Costa Mesa: Mazda, 312–316쪽, 2008년 5월 27일에 원본 문서에서 보존된 문서, 2007년 8월 4일에 확인함.
- Lubotsky, Alexander (1998), 〈Avestan xᵛarənah-: the etymology and concept〉,   Meid, W., 《Sprache und Kultur. Akten der X. Fachtagung der Indogermanischen Gesellschaft Innsbruck, 22.-28. September 1996》, Innsbruck: IBS, 479–488쪽.